# Emma Hewitt
Emma Louise Hewitt (n. 28 aprilie 1988, Geelong, Victoria, Australia) este o cantautoare și vocalistă trance australiană, care în prezent activează în Miami, Statele Unite ale Americii.
Single-ul său de debut, lansat în 2007, a ajuns pe poziția #11 în topurile spaniole și pe poziția #12 în Finlanda. Acesta a mai stat timp de 50 de săptămâni în clasamentul Billboard Hot Dance Airplay în SUA, ajungând pe poziția #1 în decembrie 2007.
După succesul primului său single, ea a colaborat cu o serie de artiști trance de renume, ca Armin van Buuren, Dash Berlin, Cosmic Gate, Gareth Emery și BT. Single-ul „Waiting”, produs în colaborare cu Dash Berlin în 2009 a ajuns pe poziția #1 în Global Trance Charts.

## Biografie
Emma Hewitt a fost vocea principală a trupei australiene de rock "Missing Hours", cu care, în octombrie 2008, a scos pe piața muzicală albumul de debut prin casa de discuri "Sony Australia". Trupa înființată împreună cu fratele ei, Anthony, nu mai este în prezent activă, deoarece amândoi locuiesc acum în Los Angeles și sunt textieri de electronic dance music.

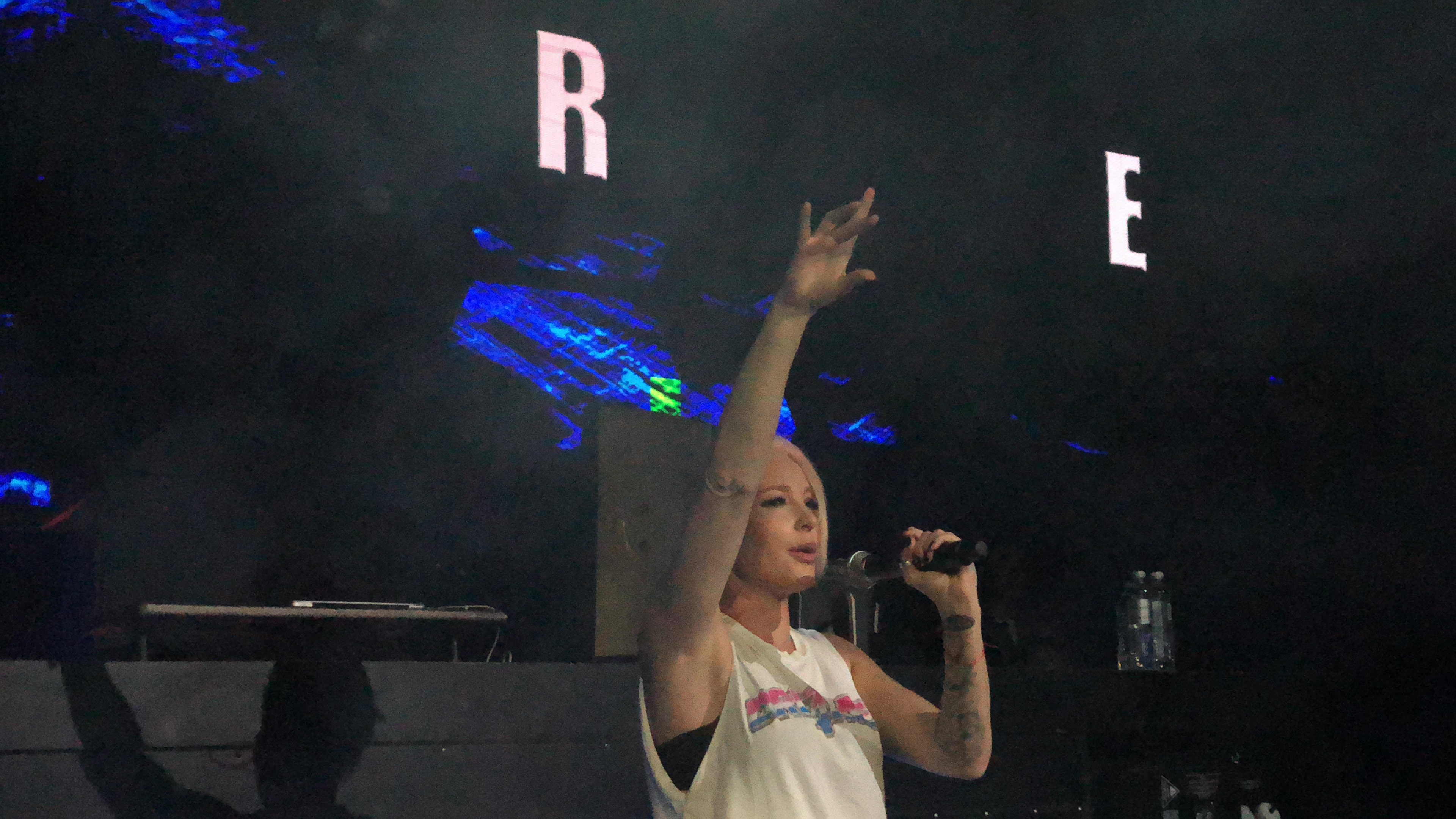
Emma Hewitt la Pure Nightclub, 2018

Deși Emma a avut un fond muzical bun alături de trupă, ea și-a lansat single-ul de debut în 2007 în domeniul muzicii progressive house. Cântecul "Carry Me Away" a fost o colaborare cu DJ-ul britanic Chris Lake. Acesta a ajuns pe locul 11 în topurile spaniole și pe locul 12 în Finlanda. Single-ul a staționat timp de 50 de săptămâni în clasamentul Billboard Hot Dance Airplay din SUA și a urcat pe primul loc în luna decembrie 2007.
După succesul uriaș al acestui cântec, ea a început să lucreze cu diverși artiști trance precum Armin van Buuren, Dash Berlin, Cosmic Gate, Gareth Emery și BT. Single-ul "Waiting", pe care l-a publicat împreună cu Dash Berlin în 2009, a fost clasat pe locul 25 în topurile belgiene și pe locul 1 în topul global de muzică trance. În show-ul "A State of Trance" al lui Armin van Buuren, cântecul a adunat 2109 voturi din partea audienței și a ieșit al doilea cel mai bun cântec al anului 2009. La International Dance Music Awards 2010 (IDMA), cântecul "Waiting" a fost premiat ca fiind cel mai bun HiNRG/Euro Track. Ea a mai fost nominalizată de două ori în categoria „Best Trance Track” (cel mai bun cântec trance) cu piesele "Waiting" și "Not Enough Time".
Albumul ei de debut numit "Burn the Sky Down" a fost lansat în 2012. De atunci, Emma a continuat să colaboreze cu DJ renumiți precum Armin van Buuren, Dash Berlin, BT, Cosmic Gate, 3LAU, Mark Sixma, Schiller și Andrew Rayel și să lanseze piese care au ajuns în topurile Trance din întreaga lume. 
În prezent (2016-2017), Emma Hewitt lucrează la al doilea său album în Australia, unde s-a reîntors recent alături de fratele ei, Anthony. Între timp, ea continuă să experimenteze noi colaborări cu artiști precum Aly & Fila, Markus Schulz, P.A.F.F. Lansează o nouă colaborare cu Gareth Emery la finalul anului 2018, melodia ”Take Everything”, care cunoaște un succes notabil în topurile Trance și căreia i se face de către STANDERWICK un remix energic, de 138 bpm.
În 2019, Emma Hewitt anunță faptul că cel de-al doilea album al ei este gata.
În 2020, Emma decide să colaboreze cu Ilan Bluestone și Maor Levi, formând astfel trioul de muzică Progressive Trance cunoscut sub numele de Elysian. Cei trei își lansează primul single, Moonchild, prin casa de discuri Anjunabeats, anunțând debutul primului lor EP care se lansează pe 18 septembrie. Într-un interviu acordat site-ului Athens Calling, Emma dezvăluie faptul că Elysian va lansa două EP și va avea un turneu mondial după trecerea pandemiei de Coronavirus. De asemenea, aceasta anunță lansarea primului single de pe al doilea album solo în luna noiembrie și un turneu special în care plănuiește să fie acompaniată de câteva instrumente acustice, readucând în atenția publicului o parte din esența fostei sale trupe, Missing Hours.

## Discografie
ca Missing Hours
- Missing Hours (2008)

ca Emma Hewitt
- Burn the Sky Down (2012)

ca Elysian
- Water EP (2020)

Single-uri
- 2012: Colours
- 2012: Miss You Paradise
- 2012: Still Remember You (Stay Forever)
- 2012: Foolish Boy
- 2012: Rewind
- 2013: Crucify

Colaborări
- 2007: Chris Lake feat. Emma Hewitt – Carry Me Away (Hot Dance Airplay #1, Global Dance Tracks #28)
- 2009: Cosmic Gate feat. Emma Hewitt – Not Enough Time
- 2009: Serge Devant feat. Emma Hewitt – Take Me With You
- 2009: Dash Berlin feat. Emma Hewitt – Waiting
- 2009: Amurai feat. Emma Hewitt – Crucify Yourself
- 2010: Ronski Speed pres. Sun Decade feat. Emma Hewitt – Lasting Light
- 2010: Marcus Schössow & Reeves feat. Emma Hewitt – Light
- 2010: Gareth Emery with Emma Hewitt – I Will Be the Same
- 2010: Lange feat. Emma Hewitt – Live Forever
- 2011: Dash Berlin feat. Emma Hewitt – Disarm Yourself
- 2011: Allure feat. Emma Hewitt – No Goodbyes
- 2011: Allure feat. Emma Hewitt – Stay Forever
- 2011: Micky Slim feat. Emma Hewitt - Tonight
- 2011: Cosmic Gate feat. Emma Hewitt - Be Your Sound
- 2011: Cosmic Gate feat. Emma Hewitt - Calm Down
- 2012: Dash Berlin feat. Emma Hewitt – Like Spinning Plates
- 2013: Armin van Buuren feat. Emma Hewitt - Forever is Ours
- 2013: BT feat. Tritonal and Emma Hewitt - Calling Your Name
- 2014: Cosmic Gate feat. Emma Hewitt - Going Home
- 2015: 3LAU feat. Emma Hewitt - Alive Again
- 2015: Mark Sixma feat. Emma Hewitt - Restless Hearts
- 2016: Schiller feat. Emma Hewitt - Looking Out For You
- 2016: Schiller feat. Emma Hewitt - Only Love
- 2017: Andrew Rayel feat. Emma Hewitt - My Reflection
- 2017: Cosmic Gate feat. Emma Hewitt - Tonight
- 2017: Mark Sixma feat. Emma Hewitt - Missing
- 2017: P.A.F.F. x Emma Hewitt - Give You Love
- 2017: Aly & Fila feat. Emma Hewitt - You & I
- 2018: 3LAU feat. Emma Hewitt - Worlds Away
- 2018: Markus Schulz & Emma Hewitt - Safe From Harm
- 2018: Gareth Emery & Emma Hewitt - Take Everything
- 2019: Cosmic Gate feat. Emma Hewitt - Not Enough Time 2.0
- 2020: Elysian (Ilan Bluestone, Maor Levi, Emma Hewitt) - Moonchild
- 2020: Elysian - Beyond The Comfort Zone
- 2020: BT & Emma Hewitt - No Warning Lights
- 2020: Elysian - Water
- 2020: Elysian - Little Star